# آلکساندرا بوتز
آلکساندرا بوتز (انگلیسی: Alexandra Botez؛ زادهٔ ۲۴ سپتامبر ۱۹۹۵) شطرنج‌باز، یوتیوبر، و بازیکن پوکر اهل کانادا است. وی از سال ۲۰۰۴ میلادی تاکنون مشغول فعالیت بوده است. او یکی از برندگان جوایز استریمر بوده است.